# Zelenîțea, Volodîmîreț
Zelenîțea (în ucraineană Зелениця) este un sat în comuna Polovli din raionul Volodîmîreț, regiunea Rivne, Ucraina.

## Demografie
Componența lingvistică a localității Zelenîțea
     Ucraineană (100%)
Conform recensământului din 2001, toată populația localității Zelenîțea era vorbitoare de ucraineană (100%).